# Catlin (New York)
Pour les articles homonymes, voir Catlin.
Catlin est une ville située dans le comté de Chemung, dans l' État de New York, aux États-Unis. En 2010, elle comptait une population de 2 618 habitants, estimée au 1er juillet 2016 à 2 569 habitants.

## Démographie
Lors du recensement de 2010, la ville comptait une population de 2 618 habitants. Elle est estimée, en 2016, à 2 569 habitants.